# 34294 Taylordufford
34294 Taylordufford este o planetă minoră (asteroid), cu un diametru de 5,406 km, din centura de asteroizi. A fost descoperită pe 29 august 2000 la Experimental Test Site⁠(d) de Lincoln Near-Earth Asteroid Research. 
Obiectul prezintă o orbită caracterizată de o semiaxă mare de 2,5779472 UAi, o excentricitate de 0,1, o înclinație de 7,75816 ° în raport cu ecliptica.